# Eta Harich-Schneider
Eta Harich-Schneider (née Eta Margarethe Schneider ; Oranienburg près de Berlin, 16 novembre 1897 – Vienne, 10 janvier 1986), est une claveciniste et musicologue allemande. Elle est une autorité sur la musique japonaise.

## Biographie
Elle étudie le piano et la musicologie, notamment avec Curt Sachs. Elle fait ses débuts de pianiste au concert à Berlin en 1924,  donnant la création de la Suite 1922 de Paul Hindemith. L'année suivante, la ville de Francfort lui décerne le Kulturpreis. 
En 1928, attirée par le clavecin, elle étudie avec Günther Ramin (1928–1929), puis Wanda Landowska (1929–1935). Elle donne son premier concert en tant que claveciniste à Berlin en 1931. Elle est professeur à la Hochschule für Musik de Berlin, mais en 1940, son refus d'adhérer au parti nazi l'oblige à fuir ; elle choisit le Japon, où elle vit jusqu'en 1949. À partir de 1947, elle enseigne la musique occidentale aux musiciens de la cour impériale.
En 1949, elle s'installe à New York où elle poursuit ses études sur la musique japonaise à l'Université Columbia. Elle passe une thèse de sociologie en 1955, recevant une bourse des fondations Guggenheim et Bollingen. Elle donne des conférences à Chicago, Londres, Paris, Utrecht, Amsterdam et Leiden.
Eta Harich-Schneider a écrit plusieurs ouvrages sur le Japon et plus particulièrement sur la musique japonaise où elle est considérée comme une autorité. Ses écrits portent sur l'art musical plutôt que sur la musique folklorique. Sa première œuvre majeure The Rhythmical Patterns in Gagaku and Bugaku (1954) est consacrée à la musique de cour du Japon gagaku et bugaku.
René Clemencic, Carla Henius et Christiane Jaccottet ont été de ses élèves.

## Fiction
Dans Tokyo Trial (en), une mini série produite par NHK, elle est interprétée par Hadewych Minis.

## Écrits
- (de) Übersetzerin und Herausgeberin von Tomás de Santa Maria, dans Wie mit aller Vollkommenheit und Meisterschaft das Klavichord zu spielen sei (1er éd. 1565), Leipzig, Kistner und Siegel, 1937, 2e éd. 1986 (Anmut und Kunst beim Klavichordspiel, avec traduction de Fray) (OCLC 14072994)
- (de) Zärtliche Welt - François Couperin und seine Zeit, Berlin, 1939 (OCLC 12767768)
- (de) Die Kunst des Cembalo-Spiels, nach den vorhandenen Quellen dargestellt und erläutert, 4e éd., Cassel, Bärenreiter Verlag,  1979 (1er éd. 1939) (OCLC 4518141 et 715914911) Traduction anglaise 1954.
- (en) History of Japanese Music, Oxford University Press, 1973 (OCLC 651341)
- (en) The harpsichord: an introduction to technique, style and the historical sources, 2e éd., Cassel, Bärenreiter, 1973
- (de) Charaktere und Katastrophen: Augenzeugenberichte einer reisenden Musikerin, Vienne, Ullstein Verlag, 1978 (OCLC 4780217) Autobiographie
- (de) Shakespeare Sonette traduction Eta Harich-Schneider, Pekinger Pappelinsel, 1944 (OCLC 780116425)
- (en) The Rhythmical Patterns in Gagaku and Bugaku (Leiden 1954, Brill)[3] (OCLC 603422)
- (en) « The Earliest Sources of Chinese Music and Their Survival in Japan », Monumenta Sinica, 11.2, 1955, p. 85-203
- (de) « Regional Folk Songs and Itinerant Minstrels in Japan », Journal of the American Musicological Society, no 10, 1957, p. 132sqq.
- (en) « The remolding of Gagaku under the Meiji restoration », Tokyo, Transactions, vol. 5 (1957) p. 84-105 (OCLC 26483101)
- (en) « The Last Remnants of a Mendicant Musicians Guild: The Goze in Northern Honshu (Japan). » Journal of the International Folk Music Council, 1959/11, p. 56-59.
- « La Musique japonaise », dans Encyclopédie des musiques sacrées, Jacques Porte (éd.), 2 vol. Paris, Fasquelle, 1959 (OCLC 844328922)
- (en) Rōei; the medieval court songs of Japan, Tokyo, Sophia University Press, 1965 (OCLC 1685772)
- Article dans Encyclopédie des musiques sacrées. Volume I : L'expression du sacré en Orient, Afrique, Amérique du Sud. Paris, Éditions Labergerie, 1968 (OCLC 460206824)
- (de) Musikalische Impressionen aus Japan 1941-1957, Iudicium Verlag, 2006[4] (OCLC 76949478)
- « Le chōmyō bouddhique, exercice de méditation » [PDF] Paris Sorbonne, mars 1962, p. 220-231

## Discographie
- Rameau, Suite de Pièces de clavecin : Suite en ré mineur ; Suite en la mineur (1958, LP Archiv) (OCLC 955339821)
- The birds and the bees : Orlando di Lasso, Kerll, Jean Philippe Rameau, Jean-François Dandrieu, François Couperin, etc. (1967, LP Musical Heritage Society) (OCLC 3226218)

Musique japonaise
Grand Prix du Disque 1967
- Japan, IV : Buddhist music (1953/57, collection Unesco : A musical anthology of the Orient, LP Bärenreiter-Musicaphon BM 30 L 2015) (OCLC 913091254) enregistré et commenté par Eta Harich-Schneider
- Japan, V : Shinto music (1953/57, LP Bärenreiter-Musicaphon BM 30 L 2016) (OCLC 913085439)